# Liolaemus bitaeniatus
Liolaemus bitaeniatus — вид ігуаноподібних ящірок родини Liolaemidae. Ендемік Аргентини.

## Поширення і екологія
Liolaemus bitaeniatus мешкають на північному заході Аргентини, в провінціях Жужуй, Сальта, Катамарка і Тукуман. Вони живуть в тропічних лісах Пре-Пуна і Чако-Серрано в передгір'ях. Зустрічаються на висоті від 700 до 3100 м над рівнем моря. Ведуть наземний спосіб життя. Живляться комахами, відкладають яйця.